# Козловский, Николай Кузьмич
Николай Кузьмич Козловский (15 декабря 1917 — 14 октября 1943) — гвардии лейтенант Рабоче-крестьянской Красной Армии, участник Великой Отечественной войны, Герой Советского Союза (1944).

## Биография
Николай Козловский родился 15 декабря 1917 года в деревне Гапоновичи (ныне — Крупский район Минской области Белоруссии). Белорус. Получил неполное среднее образование, после чего работал слесарем-наладчиком.
В 1939 году Козловский был призван на службу в Рабоче-крестьянскую Красную Армию. В апреле 1942 года он ускоренным курсом окончил Сызранское танковое училище и был направлен на фронт Великой Отечественной войны. Участвовал в Курской битве. К сентябрю 1943 года гвардии лейтенант Николай Козловский командовал танковой ротой 59-й гвардейской танковой бригады (8-го гвардейского танкового корпуса, 40-й армии, Воронежского фронта). Отличился во время битвы за Днепр.
26 сентября 1943 года рота Козловского одной из первых переправилась через Днепр в районе села Зарубинцы, Каневского района, Черкасской области, Украинской ССР и приняла активное участие в боях за удержание плацдарма, отразив 6 вражеских контратак. В результате тех боёв было уничтожено 5 немецких танков, 2 батареи миномётов, 5 пулемётов, 2 автомашины с пехотой, более 200 солдат и офицеров противника. 14 октября 1943 года Козловский погиб в районе села Великий Букрин, Мироновского района, Киевской области. Похоронен в Великом Букрине.
Указом Президиума Верховного Совета СССР от 3 июня 1944 года за «образцовое выполнение боевых заданий командования на фронте борьбы с немецкими захватчиками, за успешное форсирование Днепра, прочное закрепление плацдарма на его западном берегу и проявленные при этом отвагу и геройство» гвардии лейтенант Николай Козловский посмертно был удостоен высокого звания Героя Советского Союза.
Также был награждён орденами Ленина, Отечественной войны I степени и Красной Звезды.
Навечно зачислен в списки личного состава воинской части.

## Награды и звания
- Герой Советского Союза (3.6.1944).
- Орден Ленина
- Орден Отечественной войны I степени
- Орден Красной Звезды

## Память
- В честь Козловского названа улица в Крупках.[1]
- Установлен бюст в Гапоновичах, названа школа, в которой он учился[1].
- Навечно зачислен в списки личного состава воинской части[1].
- В Марьина Горка (Беларусь). Мемориал в честь 8-й Гвардейской Краснознаменной танковой дивизии. Один из памятных знаков посвящён Герою.

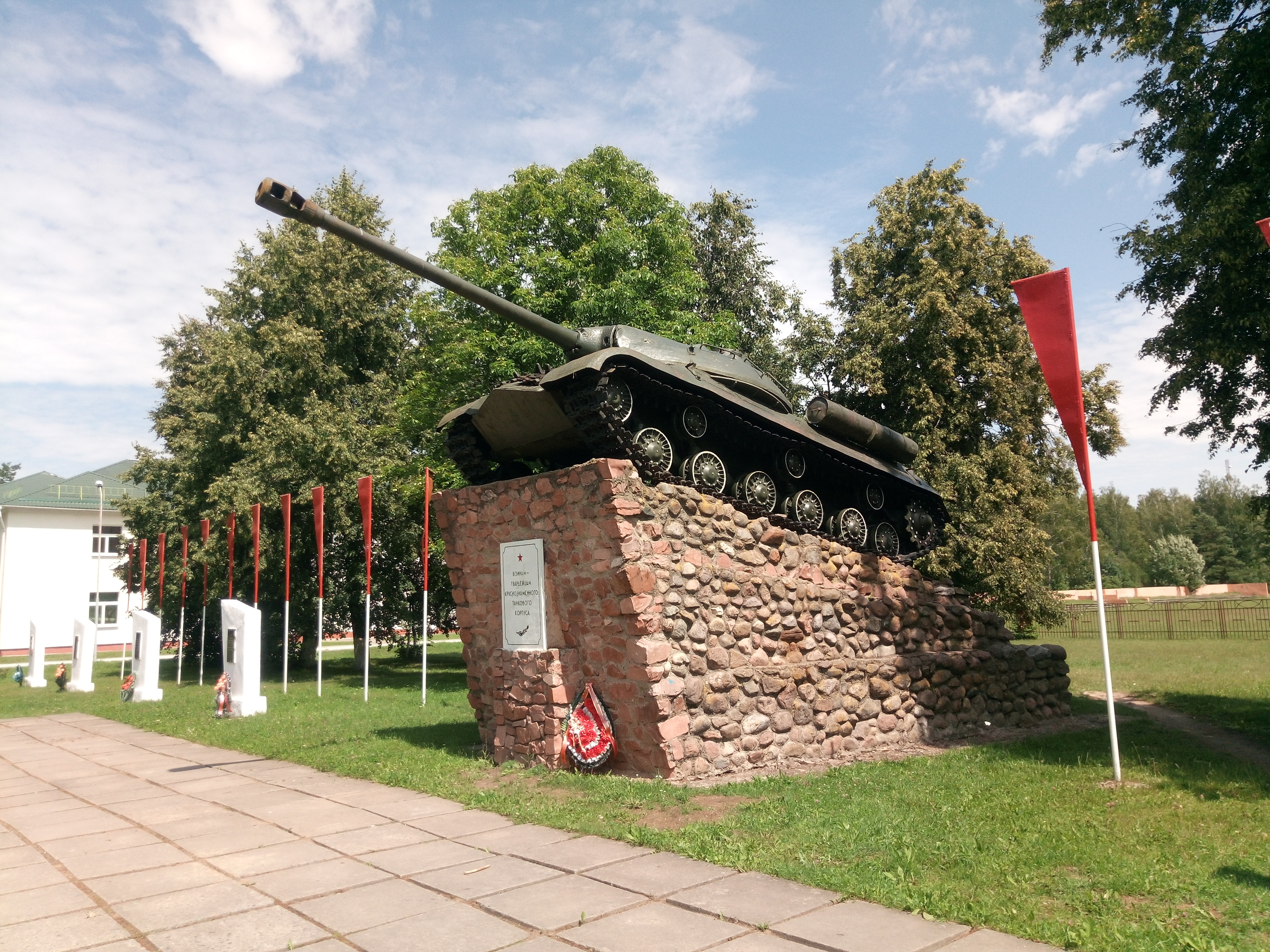
Марьина Горка. Памятник воинам-гвардейцам Краснознамённого танкового корпуса.
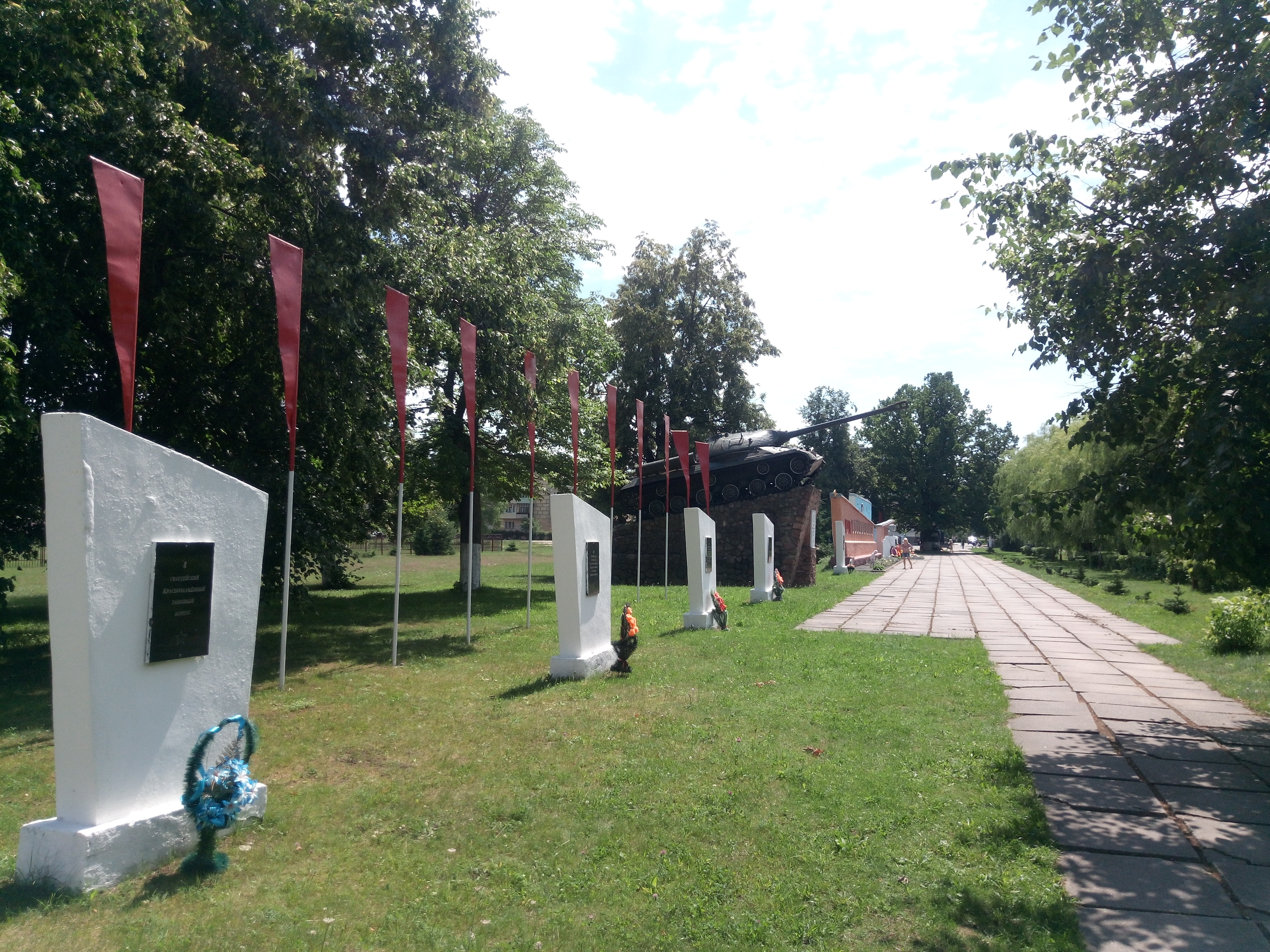
Марьина Горка. Мемориал 8-й танковой дивизии.
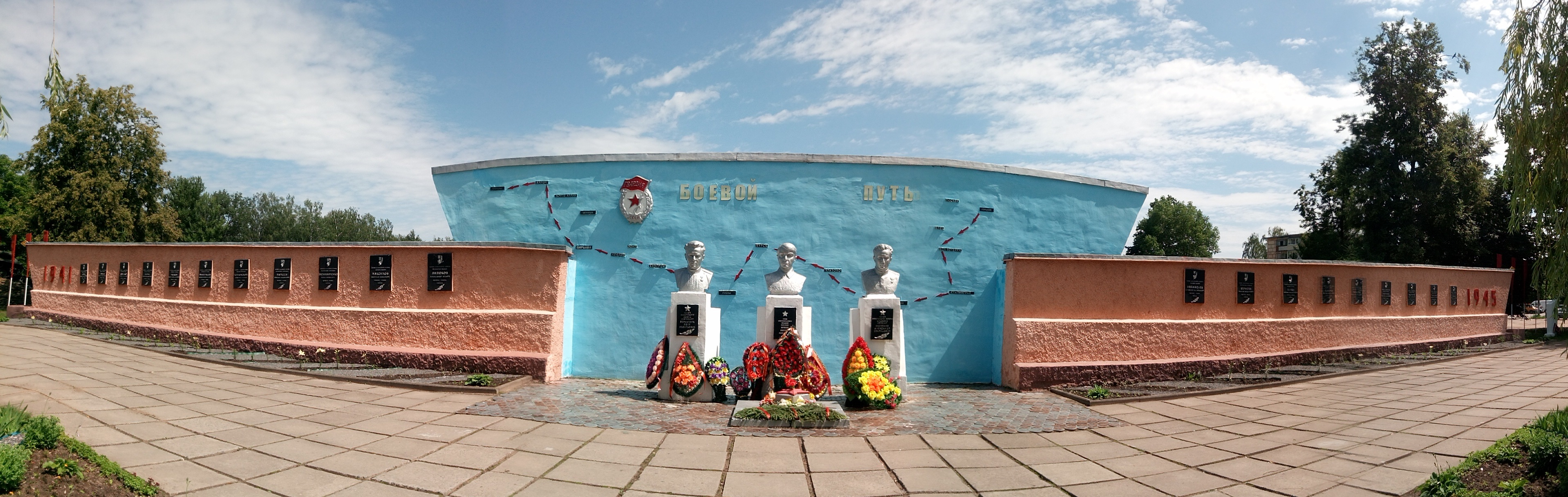
Марьина Горка. Мемориал 8-й танковой дивизии.
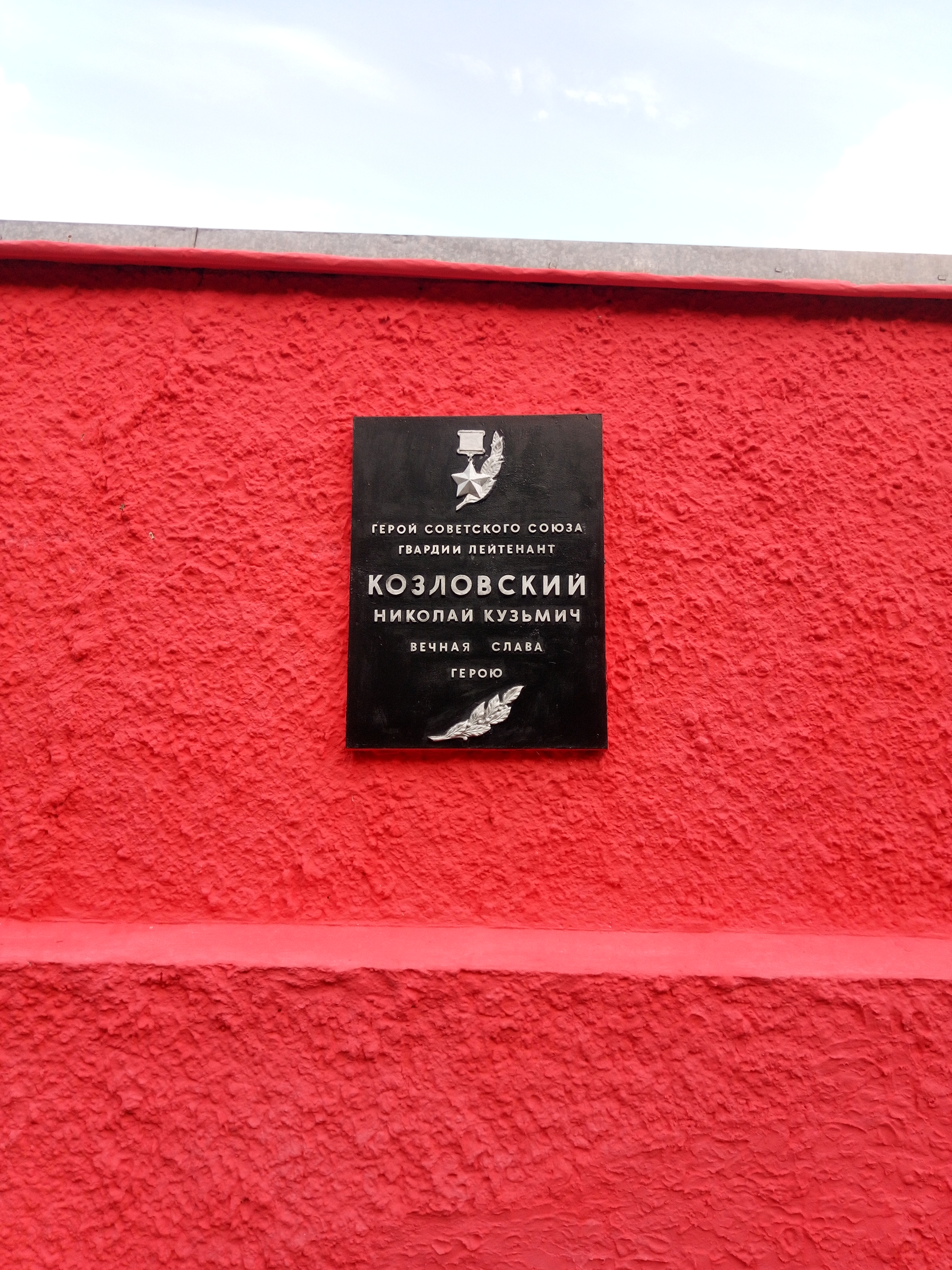
Марьина Горка. Мемориал 8-й танковой дивизии. Памятная доска.